# Hermann Gebbers
Hermann Gebbers (* 22. Oktober 1879 in Susigke; † 28. Dezember 1952) war Landrat von Bückeburg und Stadthagen.

## Leben und Beruf
Nach dem Abitur nahm Gebbers zunächst ein Studium der Nationalökonomie, tropischen Landwirtschaft und der orientalischen Sprachen in Berlin auf, wechselte später aber an die Handelshochschule in Leipzig. Während seines Studiums in Leipzig war er ab 1905 aktiv bei der Studentenverbindung Cimbria in Leipzig und schloss sich nach Gründung der Deutschen Wehrschaft als aktives Mitglied auch der Cheruskia Hamburg an.
Nach dem Studium war Gebbers unter anderem für die Kakao Compagnie Theodor Reichhardt in verantwortlicher Position in Berlin und Deutsch-Ostafrika tätig. Ab 1915 nahm er bei einem Artillerieregiment am Ersten Weltkrieg teil. Ab 1926 arbeitete er als Direktor der pharmazeutischen Firma Dr. Friedrich Hey in Bückeburg. Zum 1. September 1931 trat er in die NSDAP ein (Mitgliedsnummer 639.170), von Februar 1932 bis Dezember 1937 leitete er deren Ortsgruppe Bückeburg. Im Zuge der „Machtergreifung“ der NSDAP wurde er am 1. Mai 1933 als Landrat des Kreises Bückeburg und 1936 zusätzlich als Landrat des Kreises Stadthagen eingesetzt. Am 30. April 1945 wurde er durch Anordnung der britischen Militärregierung entlassen. Seine letzten Lebensjahre verbrachte der inzwischen schwer kranke Gebbers in Stadthagen.
Gebbers war in zweiter Ehe verheiratet mit Magdalene Peitmann aus Stadthagen und engagierte sich ehrenamtlich in der Freiwilligen Feuerwehr Wolmirstedt.